# Kastna (Tõstamaa)
Kastna – wieś w Estonii, w prowincji Parnawa, w gminie Tõstamaa.